# Pericephalus marcidus
Pericephalus marcidus är en kräftdjursart som först beskrevs av Gustav Budde-Lund 1904.  Pericephalus marcidus ingår i släktet Pericephalus och familjen Armadillidae. Inga underarter finns listade i Catalogue of Life.